# Два карбованца
Два карбованца  (укр. Два карбованцi, нем. Zwei karbowanez) — номинал денежных купюр, выпускавшихся Рейхскомиссариатом Украина в 1943—1944 годах;

## Описание
В центре размещены тексты: ZWEI KARBOWANEZ. Ausgegeben auf Grund der Verordnung vom. 5. Marz 1942. Rowno, den 10. Marz 1942 Zentralnotebank Ukraine (Изданы на основании распоряжения от 5 марта 1942. Ровно, 10 марта 1942. Центральный эмиссионный банк Украина). Подпись управляющего банком — Dr. Einsiedel Scheffler. Все тексты аверса на немецком языке. Печать банка (круглая, в центре имперский орел со свастикой, по кругу текст Zentralnotebank Ukraine). Слева снизу вверх 2 ZWEI 2. Справа портрет мальчика в шапке ушанке (отсюда коллекционное название банкноты — мальчик в шапке). Рисунок тёмно-фиолетового цвета, фон серо-голубой.
В центре помещена крупная цифра номинала. Цифры номинала по всем углам. Тексты по центру — Zentralnotebank Ukraine, ZWEI KARBOWANEZ, ДВА КАРБОВАНЦI, Центральний Емісійний банк Україна. Слева от номинала текст — Geldfashung wird mit Zuchthaus bestraft (изготовление фальшивых денег карается тюрьмой). Справа от номинала — Фальшування грошевих знаків карається тяжкою тюрмою. Тексты реверса на немецком и украинском языках. Рисунок серо-голубой.
Купюра номиналом 2 карбованца в обращение не вышла, весь тираж был уничтожен по неясным причинам. По одной из версий большая часть тиража была уничтожена при транспортировке в результате диверсии, устроенной партизанами.